# Тоньютти, Бенжамен
Бенжами́н Тоньютти́ (фр. Benjamin Toniutti; род. 30 октября 1989, Мюлуз, Франция) — французский волейболист. Связующий польского клуба «Ястшембский Венгель», капитан сборной Франции . Чемпион Европы, победитель Мировой лиги и Олимпийских Игр.

## Карьера
Профессиональный дебют в высшей французской лиге Тоньютте совершил в девятнадцатилетнем возрасте в составе команды «Араго де Сет», цвета которой защищал на протяжении четырёх сезонов, завоевав четыре бронзовые медали. Потом играл в итальянской «Равенне».
В конце 2014 года перешёл в казанский «Зенит». Однако в составе этого клуба он сыграл всего лишь две официальные игры в чемпионате России и матч всех звёзд. После того, как европейская федерация не дала разрешение казанскому клубу заявить Тоньютти в Лиге чемпионов контракт с ним был разорван.
После непродолжительного казанского периода играл в немецком «Фридрихсхафене», которому помог выиграть национальное первенство. С апреля 2015 года играет в поставе польского клуба «ЗАКСА» из Кендзежин-Козле.
На юниорском уровне Тоньютти дважды становился чемпионом Европы (до 19 лет — в 2007 году, до 21 года — в 2008 году), а также бронзовым призёром мирового первенства. С 2010 года выступает за основную сборную Франции, является её капитаном. В 2015 году помог французам впервые в истории выиграть Мировую лигу, где получил индивидуальный приз лучшему связующему турнира. Осенью того же года стал чемпионом Европы.
В 2021 году выиграл Лигу чемпионов в составе клуба «ЗАКСА» из Кендзежин-Козле. Затем в Лиге Наций, предваряющей Олимпийские Игры, завоевал со сборной бронзу, после чего последовала победа на Олимпийских Играх.